# Daqi (sockenhuvudort i Kina, Hubei Sheng, lat 30,85, long 115,19)
Daqi är en sockenhuvudort i Kina. Den ligger i provinsen Hubei, i den centrala delen av landet, omkring 92 kilometer öster om provinshuvudstaden Wuhan. Antalet invånare är 35 918. Befolkningen består av 16 878 kvinnor och 19 040 män. Barn under 15 år utgör 15,0 %, vuxna 15-64 år 74 %, och äldre över 65 år 10,0 %.
Runt Daqi är det tätbefolkat, med 550 invånare per kvadratkilometer. Närmaste större samhälle är Tuanbei, 14,3 km söder om Daqi. Trakten runt Daqi består till största delen av jordbruksmark.
Genomsnittlig årsnederbörd är 1 868 millimeter. Den regnigaste månaden är juli, med i genomsnitt 305 mm nederbörd, och den torraste är januari, med 48 mm nederbörd.